# Arfon (circonscription du Parlement britannique)
Ne doit pas être confondue avec Arfon, une circonscription du Senedd.
Pour les articles homonymes, voir Arfon.
Circonscription parlementaire de la 

Chambre des communes
Arfon est une circonscription parlementaire britannique située au pays de Galles.

## Members of Parliament

### MPs 1885–1918
| Élection | Élection | Membres                | Parti                  | Portrait |
| -------- | -------- | ---------------------- | ---------------------- | -------- |
|          | 1885     | William Rathbone       | Libéral                |          |
|          | 1895     | William Jones          | Libéral                |          |
|          | 1915     | Caradoc Rees           | Libéral                |          |
|          | 1918     | circonscription abolie | circonscription abolie |          |

### MPs depuis 2010
| Élection | Élection | Membres        | Parti       | Portrait |
| -------- | -------- | -------------- | ----------- | -------- |
|          | 2010     | Hywel Williams | Plaid Cymru |          |

## Élections

### Élections dans les années 2010
| Élections générales de 2017: Arfon |                    |                  |        |      |       |
| Parti                              | Parti              | Candidat         | Votes  | %    | ±     |
|                                    | Plaid Cymru        | Hywel Williams   | 11,519 | 40.8 | -3.1  |
|                                    | Labour             | Mary Clarke      | 11,427 | 40.5 | +10.2 |
|                                    | Conservateur       | Philippa Parry   | 4,614  | 16.4 | +3.2  |
|                                    | Libéral Démocrates | Calum Davies     | 648    | 2.3  | -0.4  |
| Majorité                           | Majorité           | Majorité         | 92     | 0.3  | -13.4 |
| Participation                      | Participation      | Participation    | 28,208 | 68.2 | +1.9  |
|                                    | Plaid Cymru hold   | Plaid Cymru hold | Swing  | -6.7 |       |

| Élections générales de 2015: Arfon, |                    |                  |        |      |       |
| Parti                               | Parti              | Candidat         | Votes  | %    | ±     |
|                                     | Plaid Cymru        | Hywel Williams   | 11,790 | 43.9 | +7.9  |
|                                     | Labour             | Alun Pugh        | 8,122  | 30.3 | -0.1  |
|                                     | Conservateur       | Anwen Barry      | 3,521  | 13.1 | −3.8  |
|                                     | UKIP               | Simon Wall       | 2,277  | 8.5  | +5.9  |
|                                     | Libéral Démocrates | Mohammed Shultan | 718    | 2.7  | -11.4 |
|                                     | Socialist Labour   | Kathrine Jones   | 409    | 1.5  | N/A   |
| Majorité                            | Majorité           | Majorité         | 3,668  | 13.7 | +8.1  |
| Participation                       | Participation      | Participation    | 26,837 | 66.3 | +3.0  |
|                                     | Plaid Cymru hold   | Plaid Cymru hold | Swing  | +4.0 |       |

| Élections générales de 2010: Arfon, |                                  |                                  |        |      |      |
| Parti                               | Parti                            | Candidat                         | Votes  | %    | ±    |
|                                     | Plaid Cymru                      | Hywel Williams*                  | 9,383  | 36.0 | +3.9 |
|                                     | Labour                           | Alun Pugh                        | 7,928  | 30.4 | −3.5 |
|                                     | Conservateur                     | Robin Millar                     | 4,416  | 16.9 | +0.5 |
|                                     | Libéral Démocrates               | Sarah Green                      | 3,666  | 14.1 | −1.7 |
|                                     | UKIP                             | Elwyn Williams                   | 685    | 2.6  | +0.7 |
| Majorité                            | Majorité                         | Majorité                         | 1,455  | 5.6  | +7.4 |
| Participation                       | Participation                    | Participation                    | 26,078 | 63.3 | +5.1 |
|                                     | Plaid Cymru vainqueur sur Labour | Plaid Cymru vainqueur sur Labour | Swing  | +3.7 |      |

*Served as MP for the predecessor seat of Caernarfon in the 2005-2010 Parliament

## Élections 1885-1918

### Élections dans les années 1910
| Élection partielle de 1915: Arfon |              |                       |                 |                 |                 |
| Parti                             | Parti        | Candidat              | Votes           | %               | ±               |
|                                   | Libéral      | Griffith Caradoc Rees | Sans opposition | Sans opposition | Sans opposition |
|                                   | Libéral hold |                       |                 |                 |                 |

| Élection partielle de 1911: Arfon |              |               |                 |                 |                 |
| Parti                             | Parti        | Candidat      | Votes           | %               | ±               |
|                                   | Libéral      | William Jones | Sans opposition | Sans opposition | Sans opposition |
|                                   | Libéral hold |               |                 |                 |                 |

| Élections générales de décembre 1910: Arfon |              |               |                 |                 |                 |
| Parti                                       | Parti        | Candidat      | Votes           | %               | ±               |
|                                             | Libéral      | William Jones | Sans opposition | Sans opposition | Sans opposition |
|                                             | Libéral hold |               |                 |                 |                 |

| Élections générales de janvier 1910: Arfon |                    |                    |        |      |      |
| Parti                                      | Parti              | Candidat           | Votes  | %    | ±    |
|                                            | Libéral            | William Jones      | 6,223  | 70.3 | +0.2 |
|                                            | Unioniste          | Arthur E Hughes    | 2,629  | 29.7 | −0.2 |
| Majorité                                   | Majorité           | Majorité           | 3,594  | 40.6 | +0.4 |
| Participation                              | Participation      | Participation      | 8,852  | 87.2 | +2.0 |
| Électeurs Inscrits                         | Électeurs Inscrits | Électeurs Inscrits | 10,153 |      |      |
|                                            | Libéral hold       | Libéral hold       | Swing  | +0.2 |      |

### Élections dans les années 1900
| Élections générales de 1906: Arfon |                    |                    |       |      |     |
| Parti                              | Parti              | Candidat           | Votes | %    | ±   |
|                                    | Libéral            | William Jones      | 5,945 | 70.1 | N/A |
|                                    | Unioniste          | Arthur E Hughes    | 2,533 | 29.9 | N/A |
| Majorité                           | Majorité           | Majorité           | 3,412 | 40.2 | N/A |
| Participation                      | Participation      | Participation      | 8,478 | 85.2 | N/A |
| Électeurs Inscrits                 | Électeurs Inscrits | Électeurs Inscrits | 9,948 |      |     |
|                                    | Libéral hold       | Libéral hold       | Swing | N/A  |     |

| Élections générales de décembre 1900: Arfon |              |               |                 |                 |                 |
| Parti                                       | Parti        | Candidat      | Votes           | %               | ±               |
|                                             | Libéral      | William Jones | Sans opposition | Sans opposition | Sans opposition |
|                                             | Libéral hold |               |                 |                 |                 |

### Élections dans les années 1890
| Élections générales de 1895: Arfon |                    |                       |       |      |     |
| Parti                              | Parti              | Candidat              | Votes | %    | ±   |
|                                    | Libéral            | William Jones         | 4,488 | 61.1 | N/A |
|                                    | Unioniste          | Alfred William Hughes | 2,860 | 38.9 | N/A |
| Majorité                           | Majorité           | Majorité              | 1,628 | 22.2 | N/A |
| Participation                      | Participation      | Participation         | 7,348 | 83.3 | N/A |
| Électeurs Inscrits                 | Électeurs Inscrits | Électeurs Inscrits    | 8,821 |      |     |
|                                    | Libéral hold       | Libéral hold          | Swing | N/A  |     |

| Élections générales de 1892: Arfon |              |                  |                 |                 |                 |
| Parti                              | Parti        | Candidat         | Votes           | %               | ±               |
|                                    | Libéral      | William Rathbone | Sans opposition | Sans opposition | Sans opposition |
|                                    | Libéral hold |                  |                 |                 |                 |

### Élections dans les années 1880
| Élections générales de 1886: Arfon |                    |                    |       |      |      |
| Parti                              | Parti              | Candidat           | Votes | %    | ±    |
|                                    | Libéral            | William Rathbone   | 4,072 | 58.0 | -3.6 |
|                                    | Unioniste          | Henry Platt        | 2,950 | 42.0 | +3.6 |
| Majorité                           | Majorité           | Majorité           | 1,122 | 16.0 | -7.2 |
| Participation                      | Participation      | Participation      | 7,022 | 76.9 | -4.1 |
| Électeurs Inscrits                 | Électeurs Inscrits | Électeurs Inscrits | 9,136 |      |      |
|                                    | Libéral hold       | Libéral hold       | Swing | −3.6 |      |

| Élections générales de 1885: Arfon |                                   |                    |       |      |     |
| Parti                              | Parti                             | Candidat           | Votes | %    | ±   |
|                                    | Libéral                           | William Rathbone   | 4,562 | 61.6 | N/A |
|                                    | Unioniste                         | Henry Platt        | 2,838 | 38.4 | N/A |
| Majorité                           | Majorité                          | Majorité           | 1,724 | 23.2 | N/A |
| Participation                      | Participation                     | Participation      | 7,400 | 81.0 | N/A |
| Électeurs Inscrits                 | Électeurs Inscrits                | Électeurs Inscrits | 9,136 |      |     |
|                                    | Libéral Vainqueur (nouveau siège) |                    |       |      |     |